# Border Saddlemates
Border Saddlemates è un film del 1952 diretto da William Witney.
È un western statunitense con Rex Allen, Mary Ellen Kay e Slim Pickens.

## Produzione
Il film, diretto da William Witney su una sceneggiatura di Albert DeMond, fu prodotto da Edward J. White, come produttore associato, per la Republic Pictures e girato a Big Bear Lake, Big Bear Valley, San Bernardino National Forest, e nell'Iverson Ranch a Chatsworth, Los Angeles, California, nel novembre del 1951.

## Distribuzione
Il film fu distribuito negli Stati Uniti dal 15 aprile 1952 al cinema dalla Republic Pictures.
Altre distribuzioni:
- nelle Filippine il 30 dicembre 1952
- in Brasile (Raposa da Fronteira)

## Promozione
La tagline è: RIDE!..REX...RIDE! - HIT THE TRAIL TO HIGH ADVENTURE! .